# Арсентьевка (Кемеровская область)
Арсе́нтьевка — посёлок в Кемеровском районе Кемеровской области. Входит в состав Арсентьевского сельского поселения.

## География
Центральная часть населённого пункта расположена на высоте 188 м над уровнем моря.

## Население
| 2010 |
| ---- |
| 125  |

### Половой состав
По данным Всероссийской переписи населения 2010 года, в посёлке проживало 125 человек (64 мужчины, 61 женщина).